# Destiny Chukunyere
Destiny Chukunyere, malteška pevka, * 29. avgust 2002.

## Zgodnje življenje
Destiny se je rodila 29. avgusta 2002. Živi v Birkirkari in je obiskovala srednjo šolo v Ħamrunu. Njen oče je nekdanji nogometaš Ndubisi Chukunyere, medtem ko je njena mati Maltežanka. Ima dva mlajša brata in sestro; sestro po imenu Melody in brata po imenu Isaiah.

## Kariera
Leta 2014 je zasedla tretjo mesto na Festivalom Kanzunetta Indipendenza 2014 s pesmijo »Festa t'Ilwien« in zmagala na glasbenem festivalu Asterisks in SanRemo Junior v Italiji.
Dne 11. julija 2015 je Chukunyere zmagala na malteškem nacionalnem finalu, ki je potekalo v Mediterranean Conference Center v Valletti. Zastopala je Malto na tekmovanju za pesem otroške Evrovizije 2015 v Sofiji v Bolgariji dne 21. novembra. Nastopila je s pesmijo »Not My Soul«. Destiny je zmagal na tekmovanju s 185 točkami, s čimer je presegel prejšnji rekord Maríe Isabel leta 2004.
V začetku leta 2017 se je Chukunyere udeležila avdicije za 11. sezono oddaje Britain's Got Talent. Prišla je do polfinala in se je uvrstila na 6. mesto in tako izpadla.
Leta 2019 se je Destiny sodelovala na Pesmi Evrovizije 2019 v Tel Avivu v Izraelu kot spremljevalna pevka za pesem »Chameleon« malteške udeleženke Michele Pace. Pesem se je uvrstila v finale in s 107 točkami zasedla 14. mesto.

### Pesem Evrovizije
Leta 2019 je bilo razkrito, da bo Chukunyere sodeloval v drugi sezoni X Factor Malta. Dne 8. februarja 2020 je v oddaji tudi zmagala.
Zaradi zmage na X Factor Malta je pridobila pravico za zastopanje Malte na tekmovanju za pesem Evrovizije 2020, ki bi potekalo v Rotterdamu na Nizozemskem. Njena pesem »All of My Love« je bila objavljena 9. marca 2020. Vendar je bil 18. marca dogodek odpovedan zaradi pandemije COVID-19. 16. maja 2020 je bilo potrjeno, da bo Chukunyere zastopal Malto na tekmovanju leta 2021 s pesmijo »Je me casse«. Uvrstila se je v finale Evrovizije in se je uvrstila na sedmo mesto z 255 točkami.
Dne 15. julija 2022 je bilo objavljeno, da bo Chukunyere predstavljen kot mentor v prvi sezoni The Voice Kids Malta.

## Diskografija
- »All of My Love« (2020)
- »Je me casse« (2021)